# Бутусов, Василий Павлович
Васи́лий Па́влович Буту́сов (26 января [7 февраля] 1892, Мышкин, Ярославская губерния — 28 сентября 1971, Ленинград) — российский и советский футболист, нападающий.
Член знаменитой семьи братьев Бутусовых (остальные — Михаил, Кирилл, Константин, Александр и Павел).
Начал играть в футбол в Санкт-Петербурге в команде реального училища. Выступал в клубах «Виктория» (1909), «Удельная» (1909-1911), «Унитас» (1911—1922), «Спартак» Выборгского района «А» (1923—1926). Чемпион России 1912 г.
За сборную России провел 5 матчей, забил 1 гол (в том числе за олимпийскую сборную России сыграл 2 матча, забил 1 гол). Участник Олимпийских игр 1912 г.

## Биография
В начале XX века Василий считался сильнейшим центрфорвардом страны. Он становился чемпионом Петербурга и чемпионом России в составе сборной города, а в 1912 году стал первым капитаном сборной России, выступавшей на Олимпийских играх в Стокгольме, где забил первый гол национальной команды.
В сентябре 1914 года во время Первой мировой войны был призван в качестве рядового-мотоциклиста и пробыл на фронте в Галиции (Австрия) до апреля 1915 года, где попал в немецкий плен, из которого его освободили российские войска. С 1919 по 1921 год служил в Красной Армии в 25-м, 19-м и 16-м Военно-полевых строительствах в должности младшего производителя работ.
Был ведущим футбольным судьёй страны в 1920-х — 1930-х годах. Судья всесоюзной категории (14.03.1934).
24 октября 1930 года был арестован органами ОГПУ на Удельной за принадлежность якобы к ленинградскому филиалу Промпартии. Просидел почти год в тюрьме (содержался в ленинградском доме предварительного заключения с 24 октября 1930 года по 13 сентября 1931 года). Считается, что влияние его брата Михаила, игравшего за «Динамо», которое курировалось ОГПУ, помогло Василию избежать худшей участи.
После начала Великой Отечественной войны призван в армию. Служил помощником командира (в звании военного инженера 3-го ранга) 333-го отдельного сапёрного батальона на Ленинградском фронте (с июля по ноябрь 1941 года).
Захвачен немецкими войсками в плен при выходе из окружения около станции Оредеж Ленинградской области 20 ноября. С ноября 1941 по апрель 1945 провёл в лагерях. 25 апреля 1945 года был освобождён войсками США из лагеря в районе Нюрнберга.

## Достижения
Санкт-Петербург
- Чемпион Российской империи: 1912
- Серебряный призёр чемпионата Российской империи: 1913[2]
- Чемпион Санкт-Петербурга (3): 1912, 1925 (о; ЛГСПС), 1926 (о; ЛГСПС)
- Серебряный призёр чемпионата Санкт-Петербурга: 1926 (о; ЛГСФК)
- Бронзовый призёр чемпионата Санкт-Петербурга (7): 1910, 1914, 1918, 1921, 1922 1925 (о; ЛГСФК), 1927 (о)
  - 1/2 финала (2): 1920, 1924

- Обладатель Кубка Санкт-Петербурга (3): 1911, 1912, 1913
- Финалист Кубка Санкт-Петербурга: 1915